# Oenothera rosea
Oenothera rosea – вид квіткових рослин родини онагрові (Onagraceae).

## Опис
Це трав'яниста однорічна або багаторічна рослина. Стебла прямостоячі з дещо притиснутими волосками, висотою від 15 до 50(60) см. Листки 2–5(7) × 1–2 см, списоподібної форми з широкою середньою частиною. Квітки менше 2.5 см в діаметрі, поодинокі, з широкими пелюстками 0.5–1 см, які надають їм майже квадратного вигляду, пелюстки рожеві або фіолетові. Капсула 8–11 × 4–5 мм.

## Поширення
Рідний діапазон: Північна Америка: Мексика, Сполучені Штати Америки – Техас; Південна Америка: Коста-Рика, Гватемала, Болівія, Еквадор, Перу. Натуралізований у багатьох місцях світу. Рослина присутня в теплому, сухому і помірному кліматі. Росте на узбіччях, іноді вирощується в домашніх садах. Росте в тропічних листяних лісах, напів-листяних і вічнозелених, ксерофітних, колючих і найчастіше в чагарниках хмарного лісу, лісу з дуба, сосни, дуба змішаного з сосною і ялівцем.

## Галерея

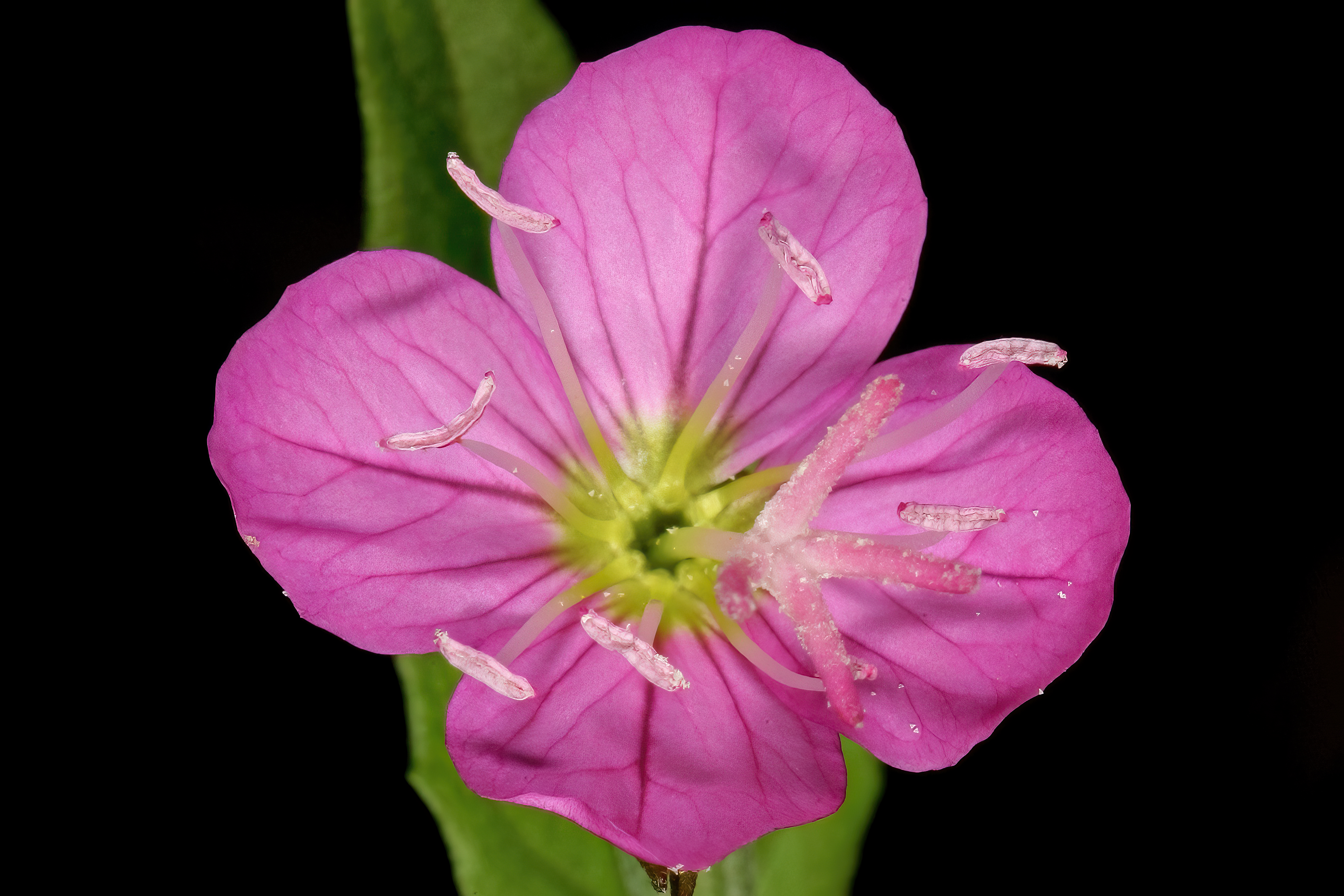